# Santi di Tito

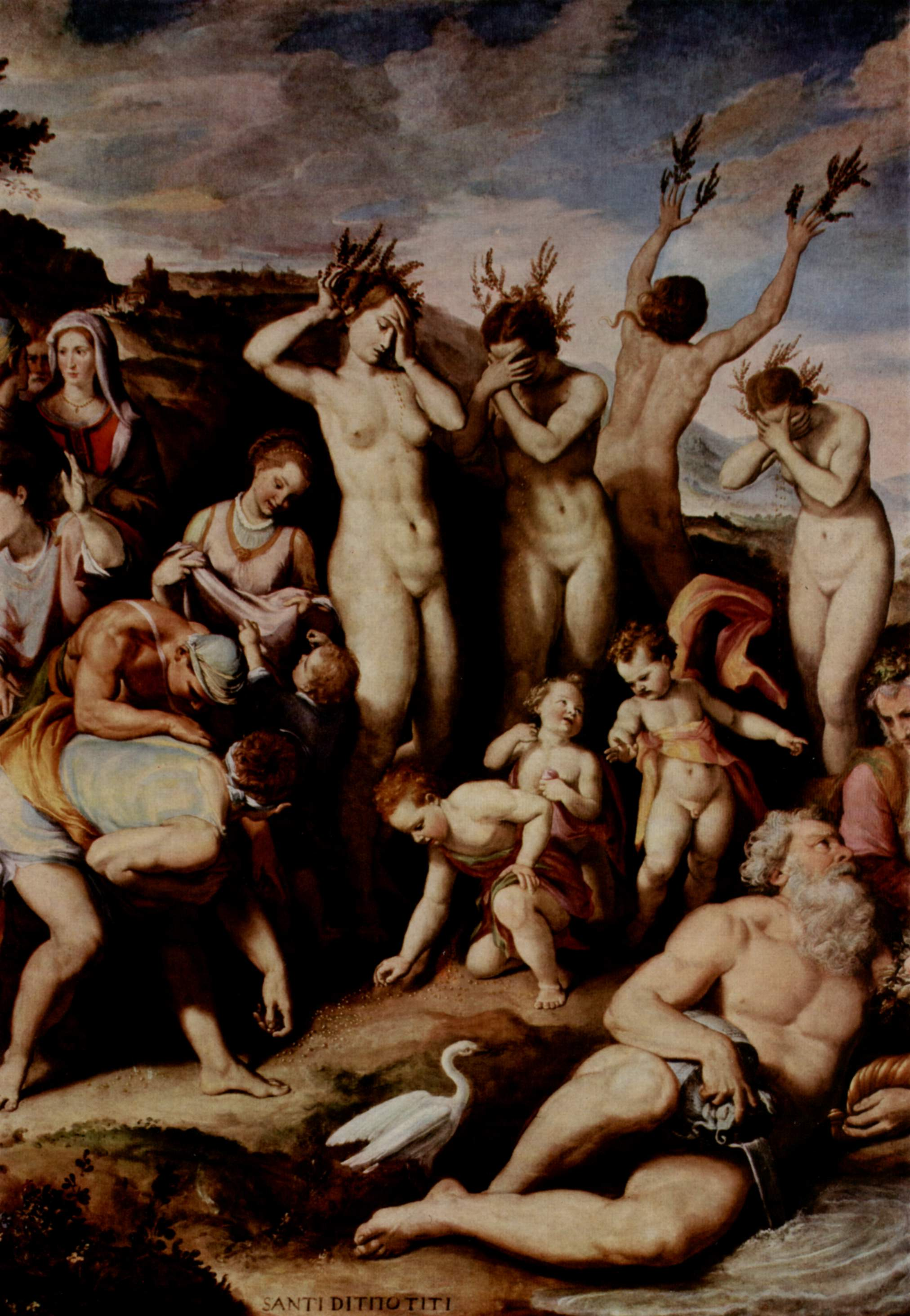
Las hermanas de Faetón, 1572, Florencia, Studiolo del Palazzo Vecchio.

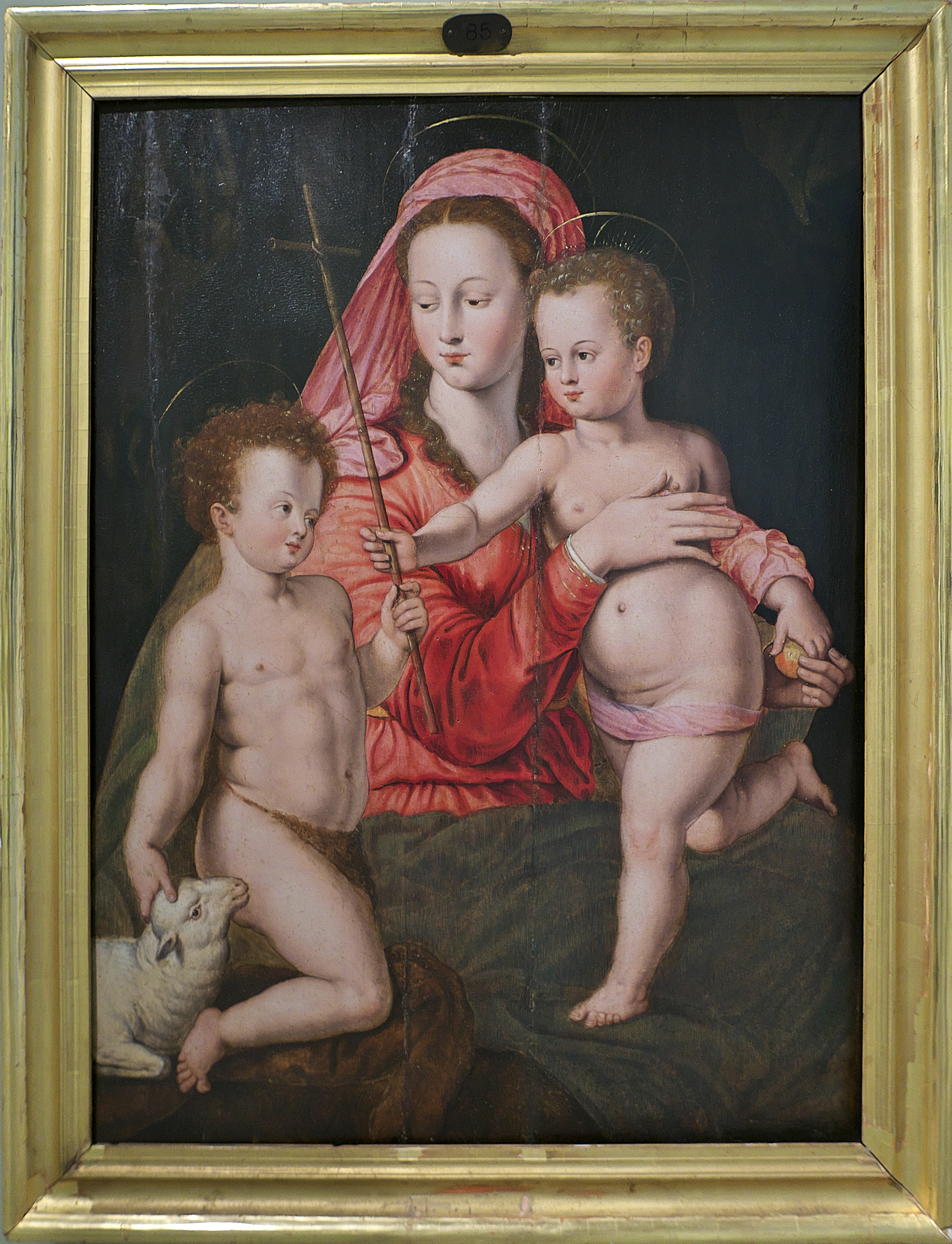
La Virgen, el Niño Jesús y San Juan Niño, Museo de Cádiz

Santi di Tito (Florencia, 5 de diciembre de 1536-Florencia, 25 de julio de 1603) fue un pintor manierista italiano.

## Biografía
Oriundo de Borgo Sansepolcro, donde nació su padre, Santi di Tito nació en Florencia y se formó como pintor en el taller de Sebastiano da Montecarlo. También estuvo en contacto y recibió la influencia de Agnolo Bronzino y Baccio Bandinelli.
Se inscribió en la Compagna di San Luca (Compañía de San Lucas) en 1554, pero de su producción juvenil poco se sabe. Su personalidad pictórica solo emerge tras el viaje que realizó a Roma entre 1558 y 1564. En este último ingresó en la Accademia del Disegno, momento momento en que pudo entrar en contacto con las corrientes más modernas del manierismo (o clasicismo de los seguidores de Rafael), yendo entonces más allá de las obras que había realizado en Florencia junto a Francesco Salviati, Giovanni de'Vecchi y Niccolò Circignani. 
En Roma comenzó a trabajar en las empresas decorativas más importantes del momento, como las del Palazzo Salviati (Palacio Salviati) (1559), el Belvedere o Mirador de los Palacios Vaticanos junto a Niccolò Pomarancio (1561-1562) y el Casino de Pío IV junto a Federico y Taddeo Zuccari (1561-1565). Sin embargo su estilo se distancia del de sus contemporáneos romanos como poco después lo haría con sus equiparables florentinos Vasari o Alessandro Allori.
Retornado a Florencia fue acogido en la corte medicea y participó activamente ya en la Academia de San Lucas, preparando —por ejemplo— los aparejos para las exequias de Miguel Ángel y luego afrescando La construzione del Tempio di Salomone (La construcción del Templo de Salomón) en la Capilla de la Compañía ubicada en la Basílica della Santissima Annunziata.
Las primeras obras de esta fase muestran aún las convenciones lingüísticas típicas de la maniera romana, tal como ocurre con la Resurrección de la iglesia de la Santa Croce (1565), aunque prontamente el pintor realizó una simplificación estilística recuperando la sencillez y sobriedad del primer Cinquecento florentino; en cierto sentido una forma de purismo que mantuvo hasta sus obras más tardías y que caracterizó a la pintura florentina hasta la presencia de Pietro da Cortona.
Trabajó también en el Studiolo de Francisco I donde sus pinturas hacen sentir sus elecciones formales manifestadas particularmente en una serie de palas de altar localizadas en diversas iglesias florentinas: La Sacra conversazione en Ognissanti, la Aparición de Emmaus (1574, con un estilo protocaravaggiesco); la Resurrección de Lázaro en Santa Maria Novella (1576), el Martirio de San Esteban en la iglesia de los santos Genaro y Protacio (1579), el Cristo en el Huerto de los Olivos (1579) en Santa Maria Maddalena dei Pazzi (1591), la Visión de santo Tomás de Aquino en San Marco (1593) y la Anunciación en Santa Maria Novella (1603). En realizaciones como la Visión de santo Tomás se percibe una cierta piadosa austeridad que parece originarse en los trabajos del Masaccio. Una de sus obras más conocidas es el célebre retrato de Nicolás Maquiavelo. También realizó obras de arquitectura como la Villa Doccia en Fiesole y la Villa dei Collazzi en Giogoli.
Entre sus discípulos se destacan su propio hijo: Tiberio Titi, su pupilo Cigoli y Antonio Tempesta; es asimismo patente el influjo de Tito en la llamada escuela boloñesa de Agostino y Ludovico Carracci.
En España el Museo de Cádiz conserva una Virgen con el Niño y San Juanito atribuida a Santi di Tito, procedente de la desamortización de los conventos de la provincia en 1835.

## Galería
| Retratos           | Retratos        | Retratos           | Retratos         | Retratos         | Retratos         |
| ------------------ | --------------- | ------------------ | ---------------- | ---------------- | ---------------- |
|                    |                 |                    |                  |                  |                  |
| Nicolás Maquiavelo | Pedro de Médici | Cristina de Lorena | Maria de' Medici | Maria de' Medici | Retrato de chica |

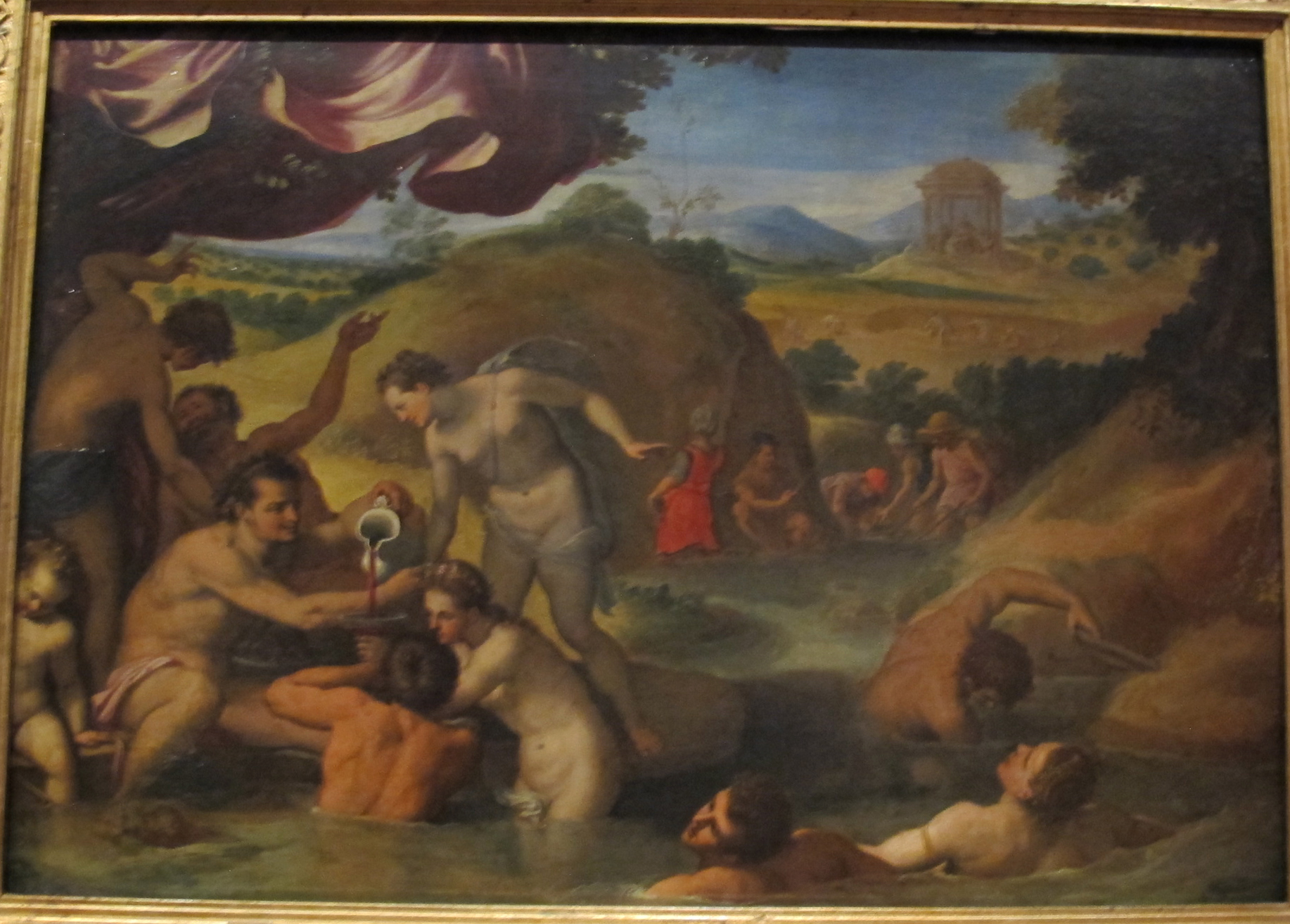
Alegoría del Estado (Museo Pushkin)
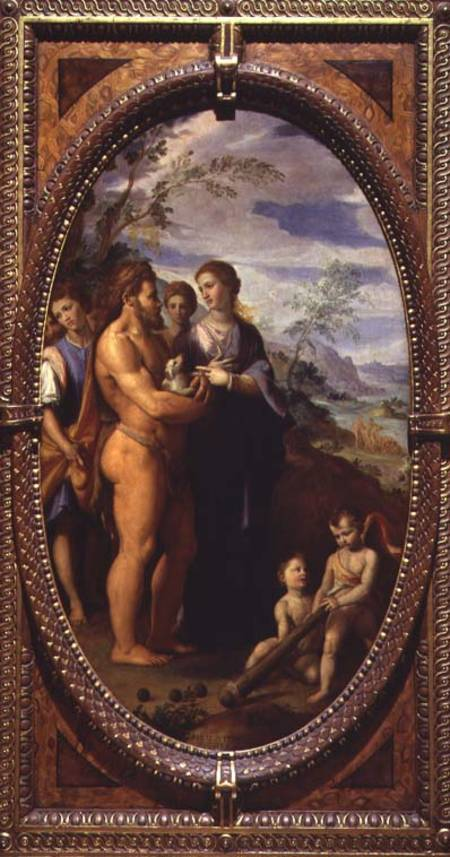
Hercules and Omphalus, Studiolo de Francisco I
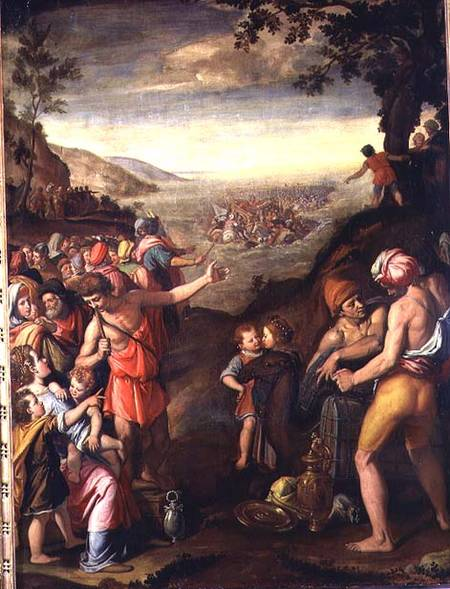
Crossing Red Sea, Studiolo de Francisco I
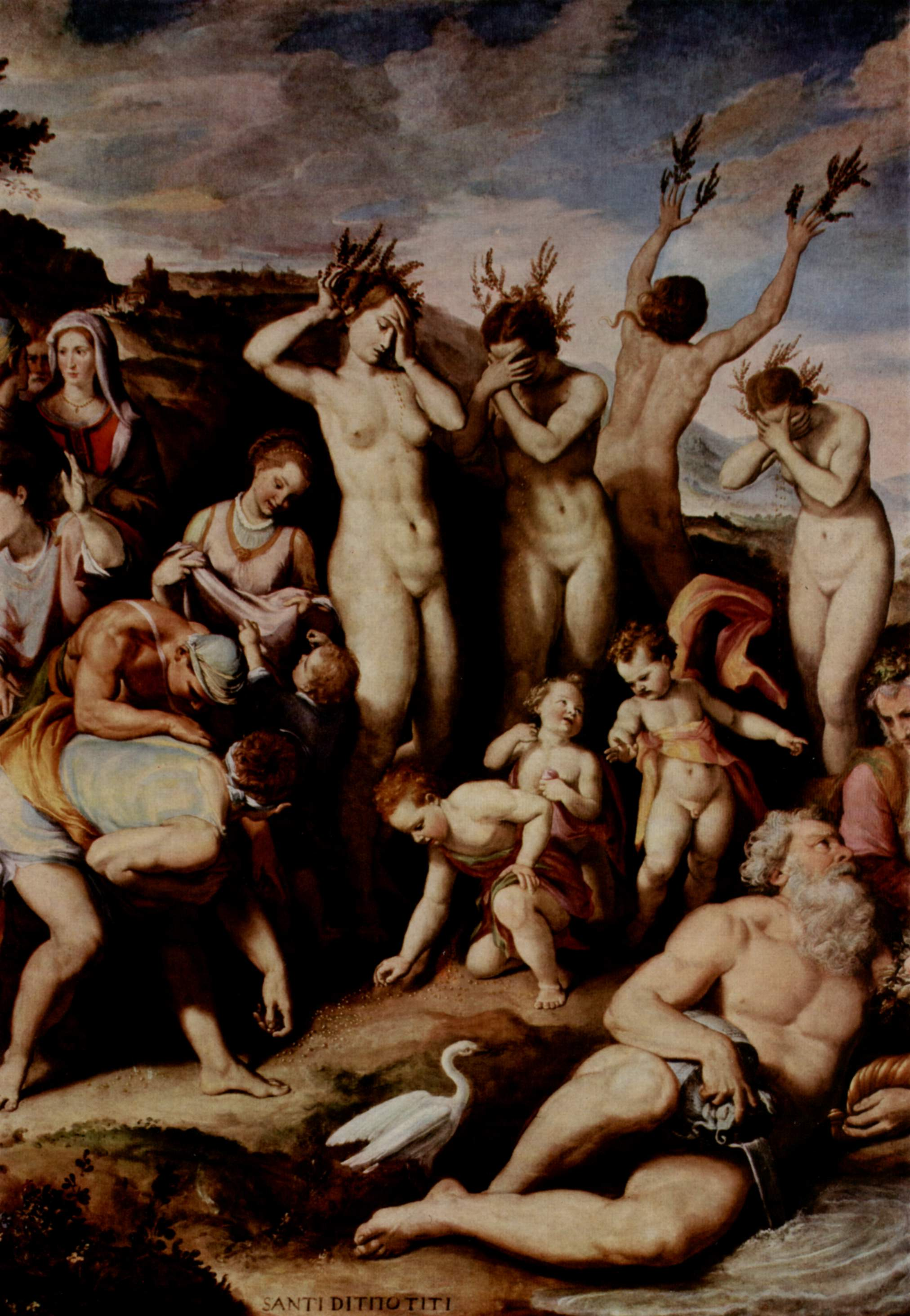
Sisters of Phaeton, Studiolo de Francisco I
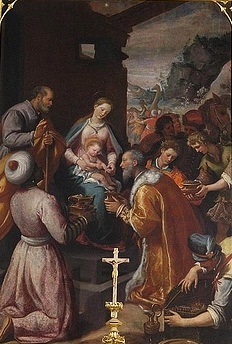
Adoración de los Reyes Magos, Iglesia de Santa María en Krzeszowice
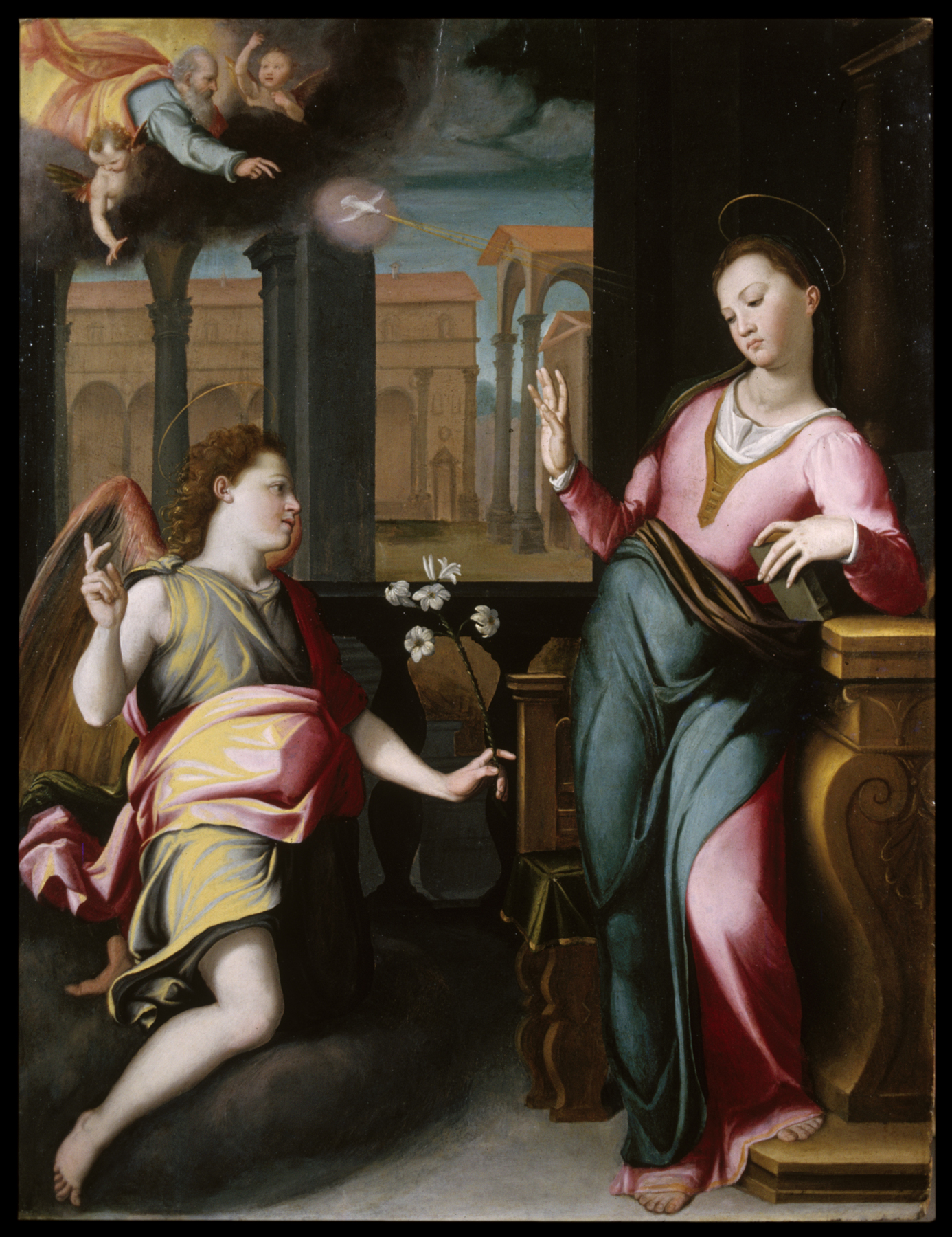
Annunciation
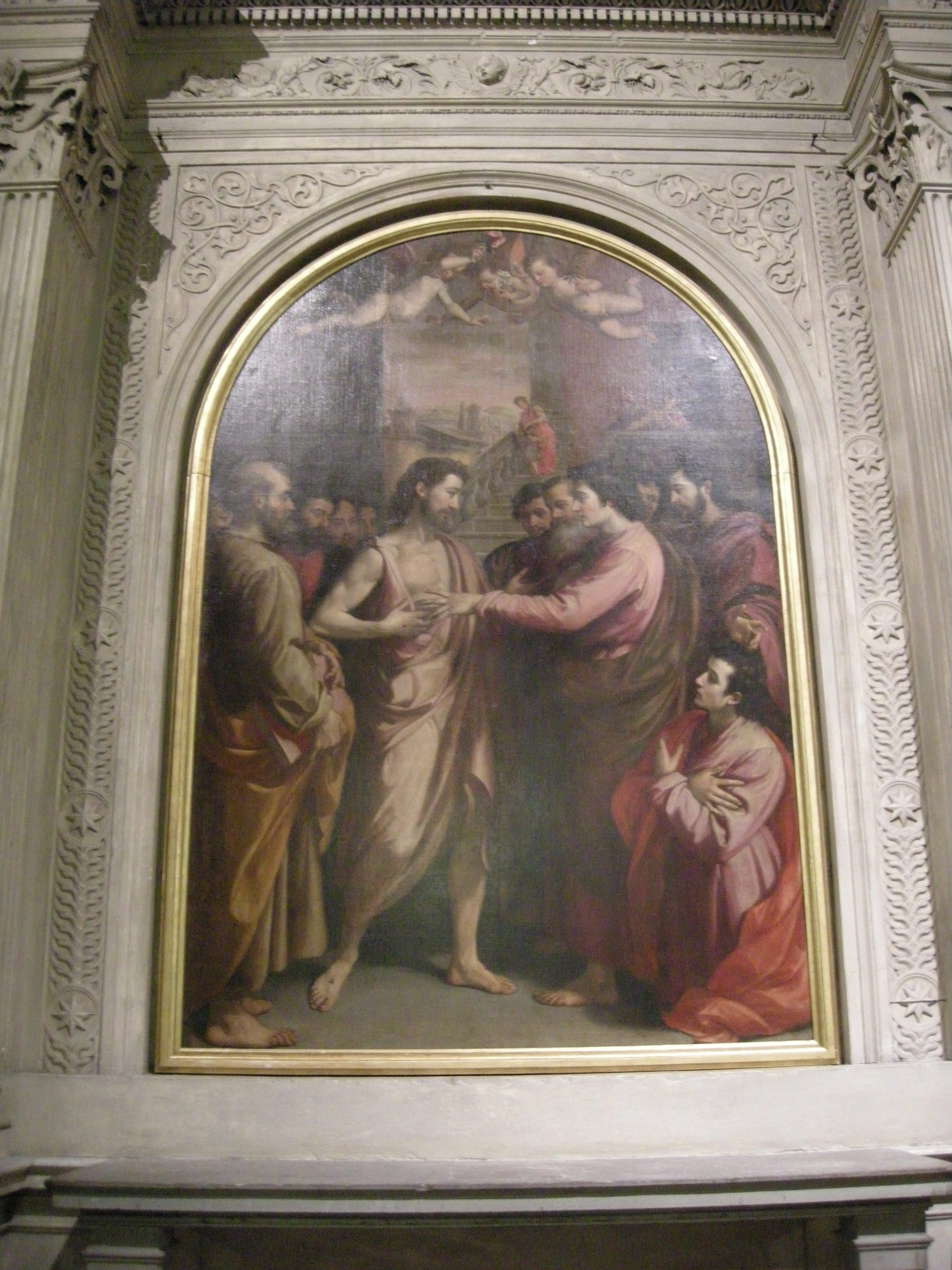
Incredulity of Thomas
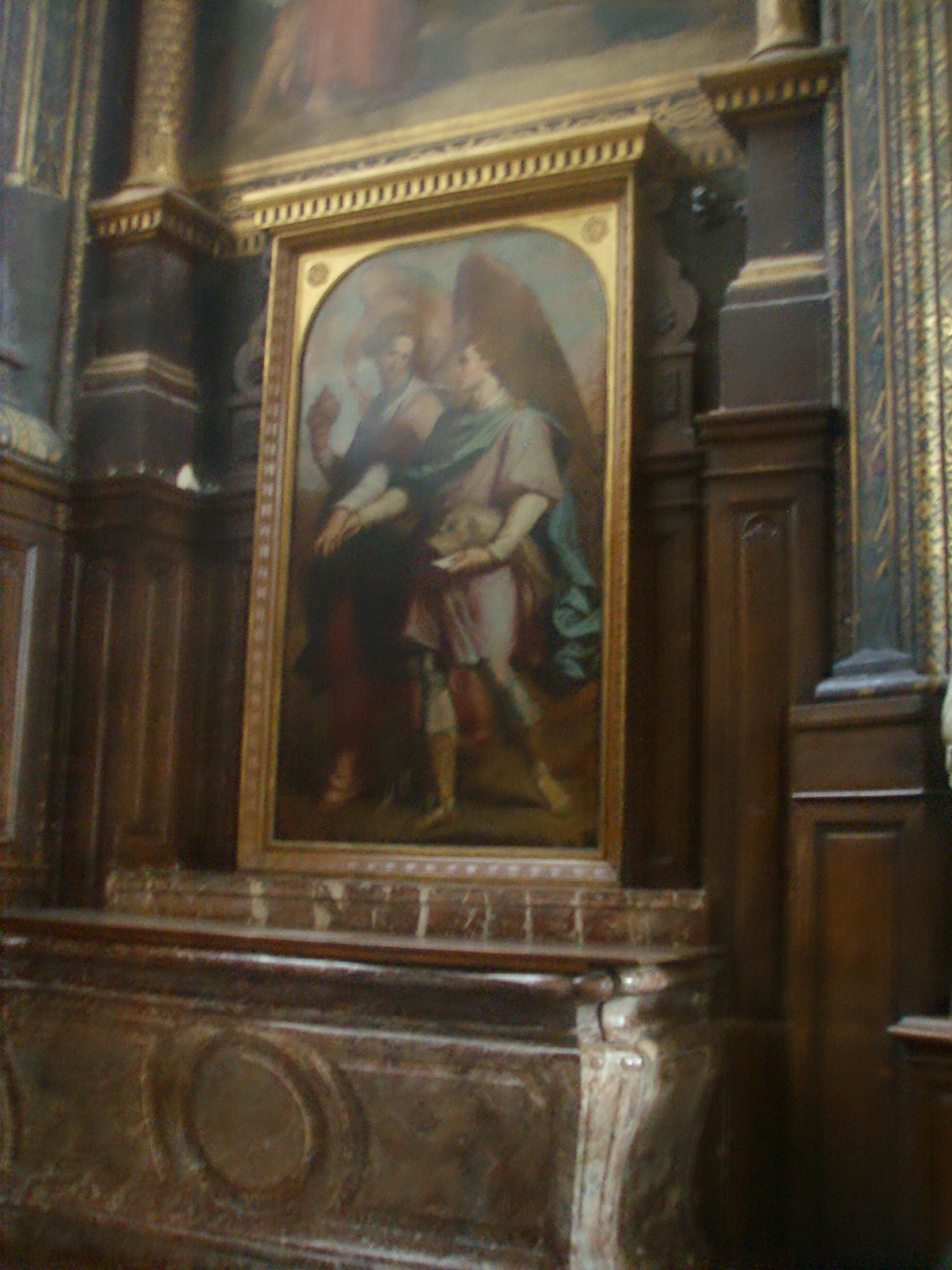
Tobias and Angel, Saint-Eustache, Paris
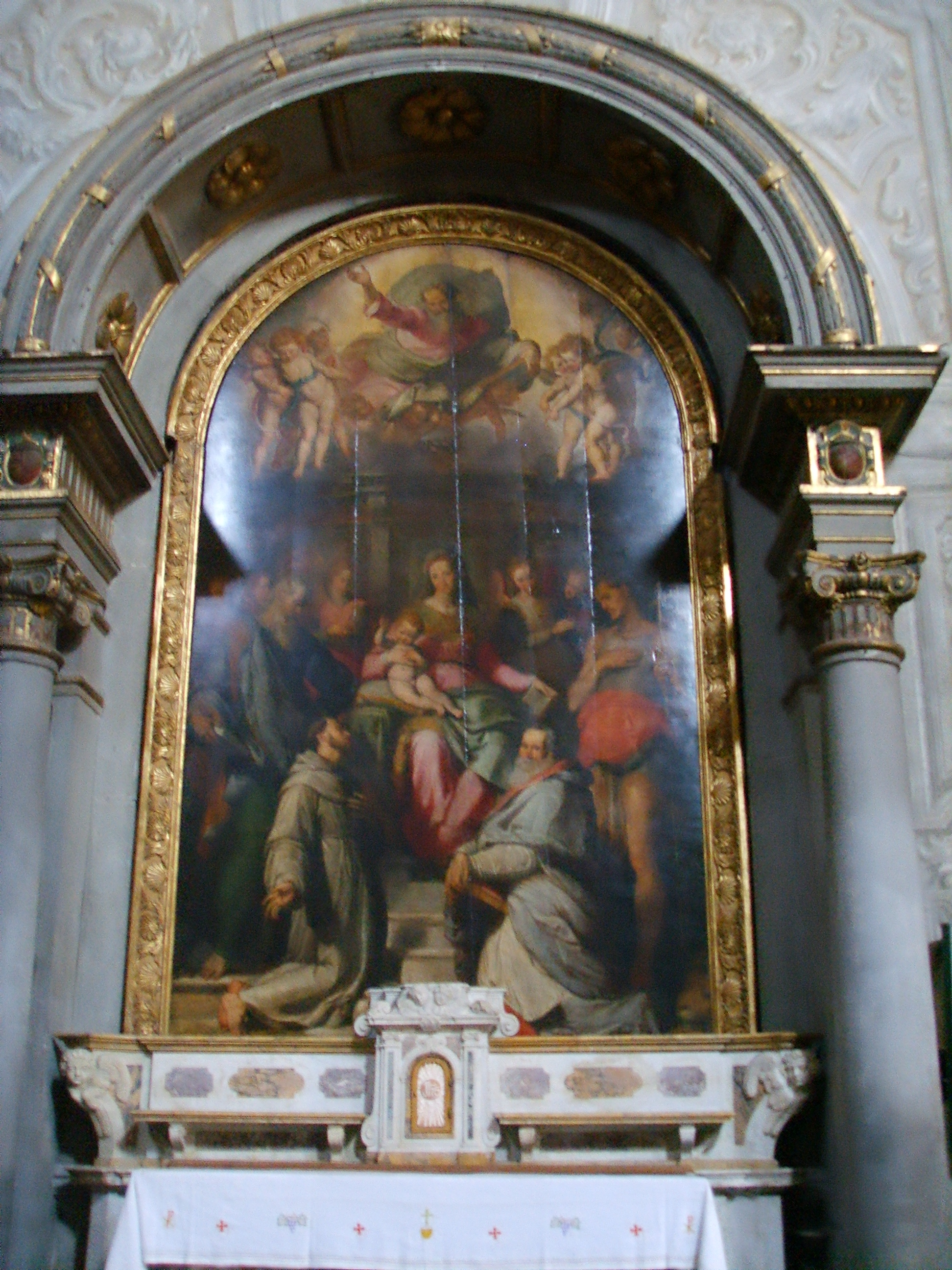
Sacred Conversation (Ognissanti, Florence)
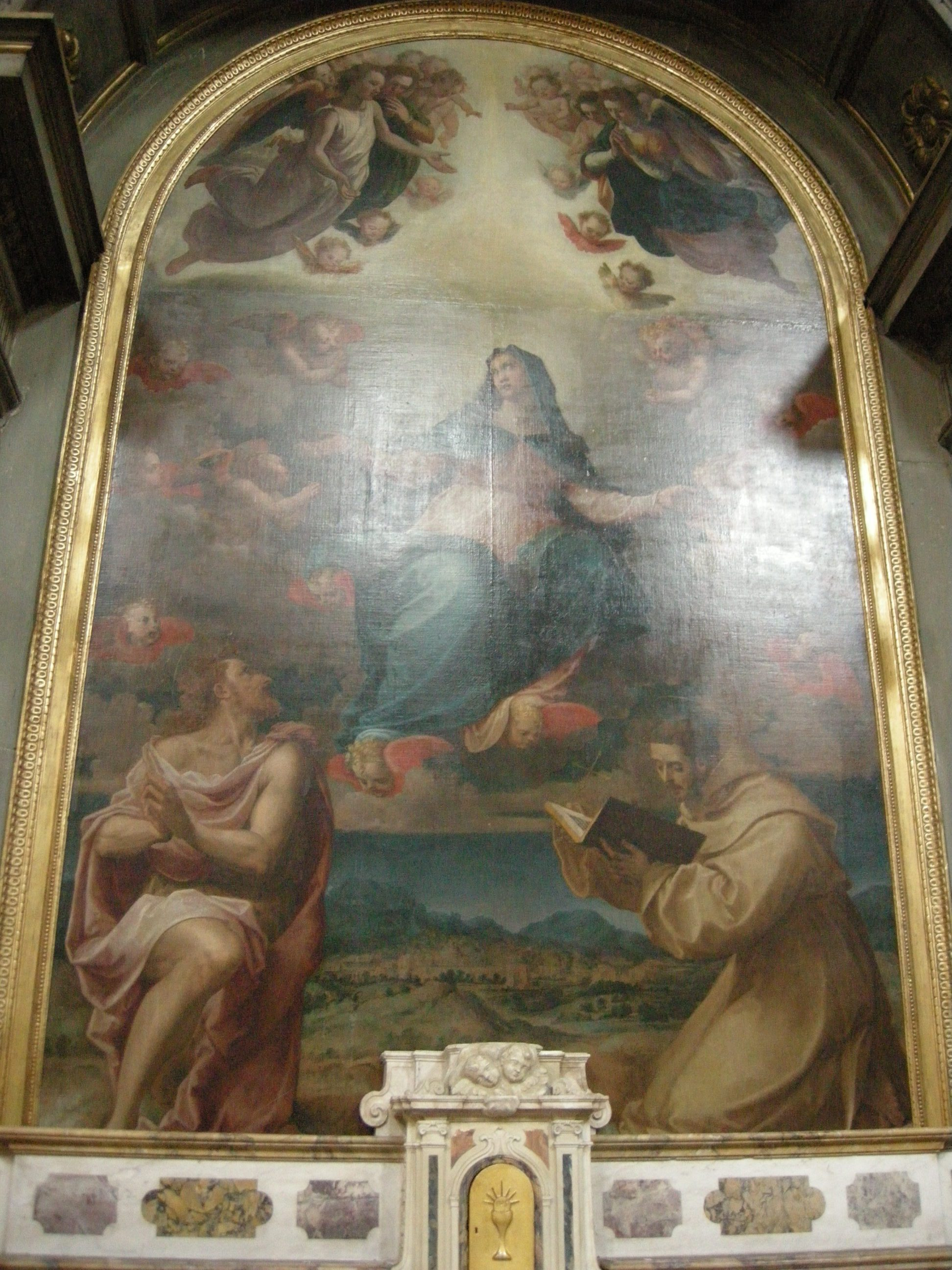
Assumption of Virgin (con Maso da San Friano, en Ognissanti)

| Frescos para el Claustro de Santa Maria Novella y Villa il Riposo | Frescos para el Claustro de Santa Maria Novella y Villa il Riposo | Frescos para el Claustro de Santa Maria Novella y Villa il Riposo | Frescos para el Claustro de Santa Maria Novella y Villa il Riposo | Frescos para el Claustro de Santa Maria Novella y Villa il Riposo | Frescos para el Claustro de Santa Maria Novella y Villa il Riposo |
| ----------------------------------------------------------------- | ----------------------------------------------------------------- | ----------------------------------------------------------------- | ----------------------------------------------------------------- | ----------------------------------------------------------------- | ----------------------------------------------------------------- |
|                                                                   |                                                                   |                                                                   |                                                                   |                                                                   |                                                                   |
| St Dominic's vision of Sts Peter & Paul                           | St Dominic and St Francis                                         | St Dominic dines with Angels                                      | St Dominic's Death                                                | St Dominic Saves Shipwrecked                                      | Villa il Riposo                                                   |